# 滨湖哈尔特尔恩
滨湖哈尔特尔恩是德国北莱茵-威斯特法伦州的一个市镇。总面积158.50平方公里，总人口37579人，其中男性18365人，女性19214人（2011年12月31日），人口密度237人/平方公里。